# Жінки у джазі

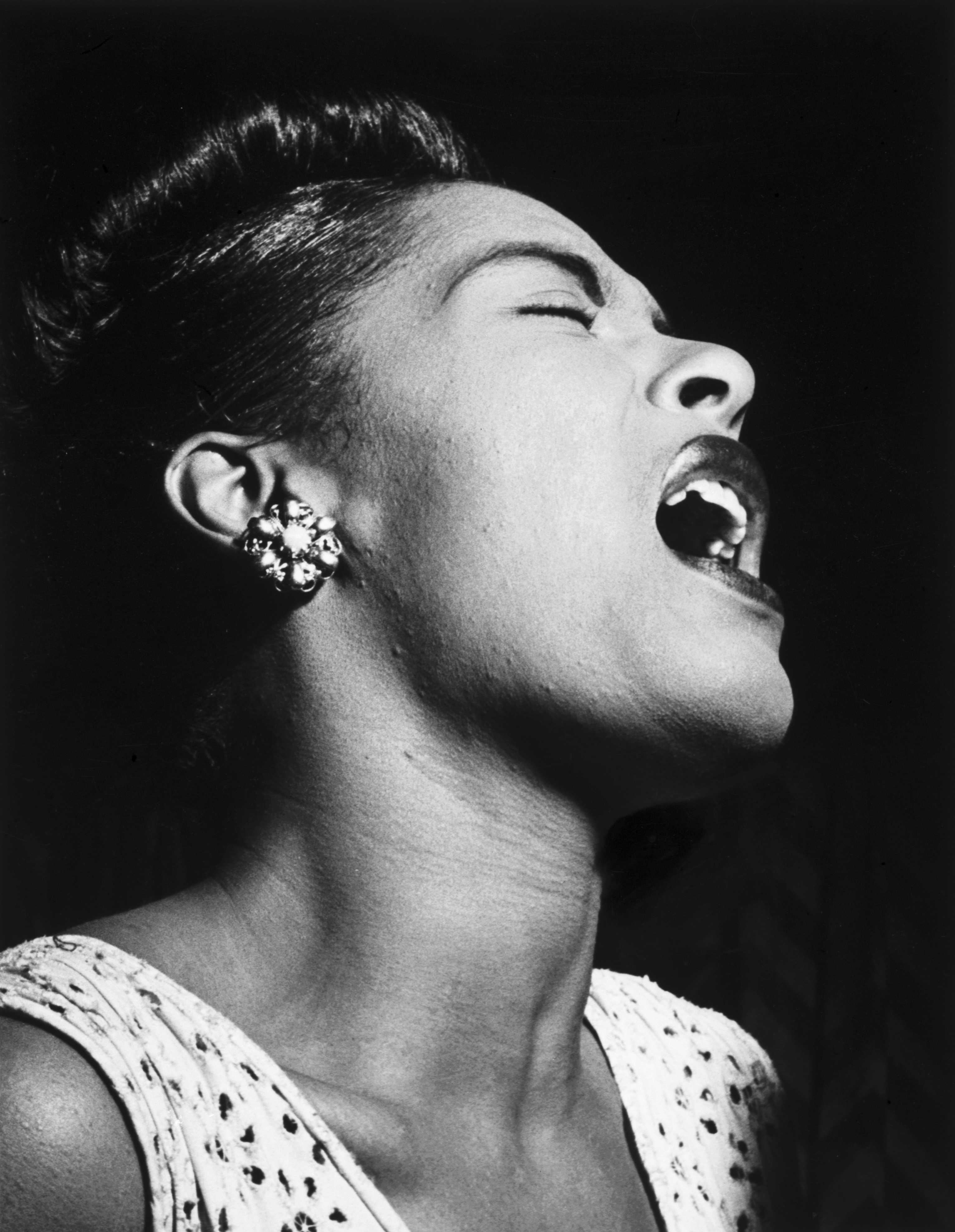
Біллі Голідей, американська джазвумен

Жінки у джазі сприяли його розвитку протягом багатьох епох історії джазу як виконавиці і композиторки, авторки пісень та лідерки гуртів. У той час, як Біллі Голідей та Елла Фіцджеральд славилися джазовим співом, інші мисткині досягли значно меншого визнання за свій внесок як композиторки, лідерки гуртів чи виконавиці гри на музичних інструментах. Серед помітних джазових постатей — піаністка Ліл Гардін Армстронг та авторки джазових пісень Ірен Гіггінботам та Дороті Філдс.

## Історія
На піку виборчого права для жінок з ратифікацією дев'ятнадцятої поправки до Конституції США 18 серпня 1920 р. та розвитком вільної особистості жінки заявили про себе в суспільстві. У «Епоху Джазу» жінки брали значну участь у робочій силі після завершення Першої світової війни, що надало їм ширшої незалежності. З точки зору соціального життя та розваг для жінок існувало набагато більше можливостей. Такі ідеї, як рівність чи більш вільне вираження сексуальності поширювалися, і жінки перейняли ці нові ролі. У 1920-х багато відомих музиканток заявили про себе, серед них і афроамериканська виконавиця блюзу Бессі Сміт (1894—1937), яка надихнула співачок більш пізніших епох, включаючи Біллі Голідей (1915—1959) та Дженіс Джоплін (1943—1970). У 1920-х жінки, що виконували джазову музику, не були відомими, а жінки, що грали джазову інструментальну музику — були навіть ще рідкіснішим явищем. Мері Лу Вільямс, відома грою на фортепіано, вважається матір'ю джазу завдяки внеску нових тонів своїм співом під час гри.

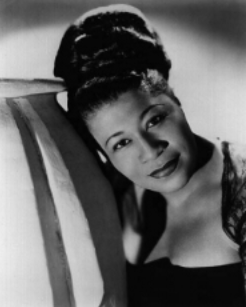
Елла Фіцджеральд, американська джазова співачка

Лові Остін (1887—1972) була фортепіаністкою та лідеркою гурту. Піаністка Ліл Гардін Армстронг (1898—1971) спочатку була членкинею гурту King Oliver разом з Луї Армстронгом і продовжувала грати на фортепіано у складі його гурту «Гаряча п'ятірка», а потім і в його наступному гурті «Гаряча сімка». Трубачка Валайда Сноу (1904—1956) стала настільки відомою, що її називали «Маленьким Луї». Лише в 30-40-х багато джазових співачок, таких як Біллі Голідей, були визнані успішними артистками у світі музики. Музика Біллі Голідей набула розголосу саме після часів Великої депресії. Голлідей разом з кількома чоловіками-виконавцями надала нового звучання джазу, що пізніше стало відомим як свінг-музика. Цей стиль залучав інструменти так потужно, і згодом багато артистів теж почали використовувати музику на додаток до співів. Жінки наполегливо прагнули зробити свої імена відомими у музичній індустрії та прокласти шлях для багатьох інших мисткинь.
Попри те, що написання джазової музики вже давно є сферою, де домінували чоловіки, кілька помітних джазових виконавиць подолали цей спротив. Ірен Хіггінбот (1918—1988) написала майже 50 пісень, найвідоміша — «Серце, з добрим ранком». Енн Роннелл (1905—1993) відома хітом 1932 року «Верба плаче за мною» та піснею Діснея 1933 року «Хто боїться Великого поганого вовка?». Дороті Філдс (1905—1974) написала тексти для понад 400 пісень, деякі з яких були виконані Дюком Еллінгтоном. Вона також є співавторкою пісні «Як ти виглядаєш сьогодні» з Джероном Керном, що отримала 1936 року Оскар за найкращу пісню до фільму, і співавторкою кількох джазових стандартів з Джиммі Макг'ю, наприклад, «Точно так, як ти», "На Сонячній стороні вулиці" та «Я не можу дати тобі нічого, крім любові, дитино».
Найвідоміша пісня Ліл Гардін Армстронг, «Стріттін з барбекю», була записана 500 разів. Інші її видатні пісні — «Doin 'the Suzie Q», «Just for a Thrill» та «Bad Boy». Біллі Голідей, більш відома як співачка, також є співавторкою композицій «God bless the Child» та «Don't explain» разом з Артуром Герцогом-молодшим і блюзової пісні "Тонко і непомітно".

## Активізм

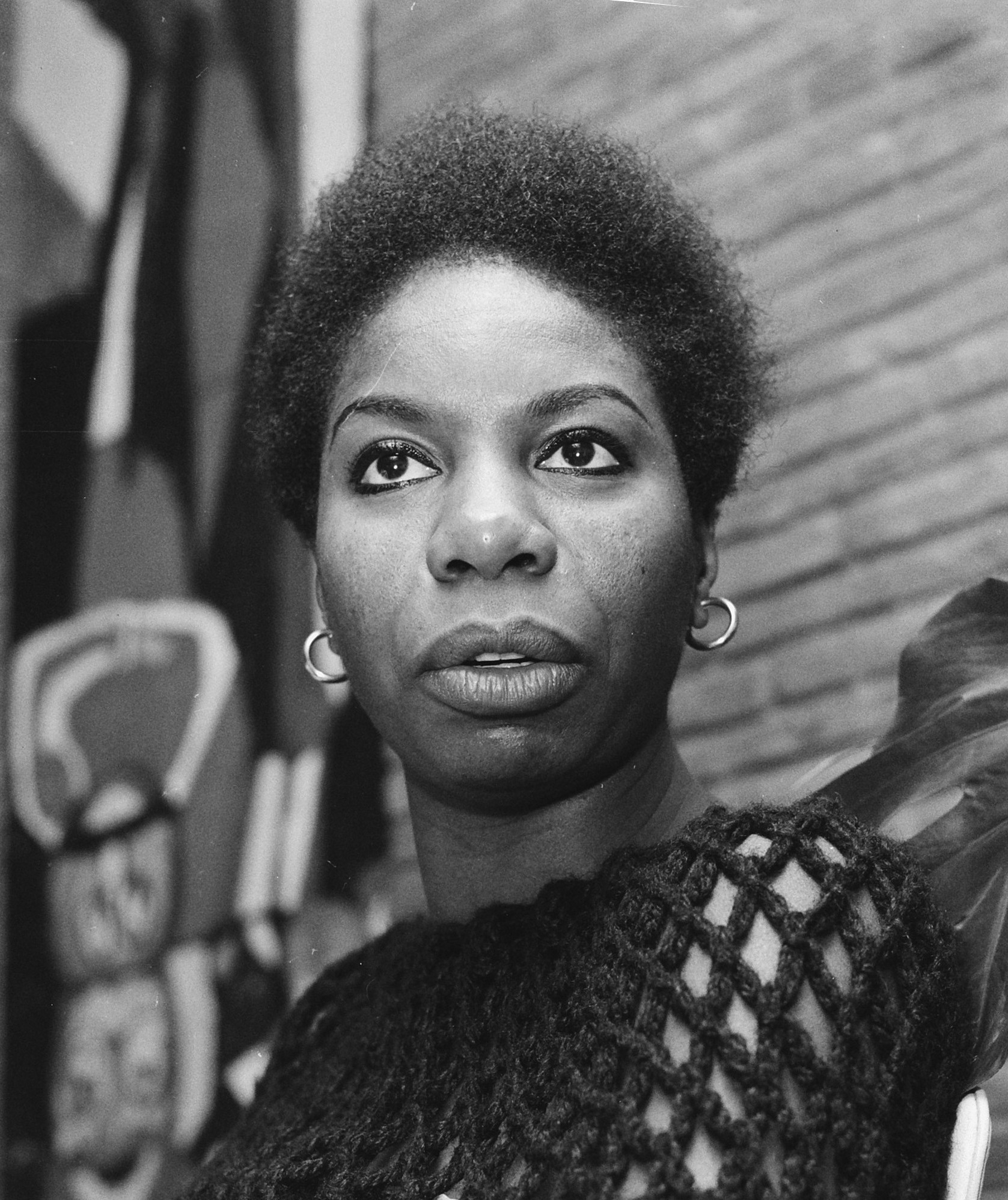
Ніна Сімон у 1965 році

У ранні часи розвитку джазу чоловіча стать вважалася перевагою, що змушувало жінок у джазі боротися за своє визнання. Музикантки почали виокремлювати дискусію про нерівність від музичного аспекту, застосовуючи ті самі поняття, щоб стати активістками. Кілька жінок в джазі були феміністками та / або аболіціоністками. У період з 1920-х до 50-х багато темношкірих джазових артисток почали частіше співати в стилі R&B блюзу та народного джазу. 
Ніна Сімон стала прецедентом, створивши новий стиль джазу, помітний і в часи руху за громадянські права. Останній досяг свого піку наприкінці 1950-х і продовжився до 60-х. У 1964 році Сімон виступила у Карнегі Голл перед цілком білою публікою. Однією з пісень, яку вона виконала, стала «Міссісіпі Годдам», що висвітлювала расову несправедливість щодо темношкірих, які живуть у Міссісіпі, Алабамі та Теннесі. І хоча аудиторія була цілком білою, багато хто відповідали із зацікавленністю та занепокоєнням, але не критикою, що додало нашарувань культурі джазу в епоху громадянських прав. Джаз став об'єднуючою концепцією серед контрастних рас та культур, і популярні гімни Сімон продовжували висвітлювати проблеми, пов'язані з Рухом за громадянські права та несправедливості.
Інша видатна співачка Біллі Голідей висловила ефективну концепцію Руху за громадянські права у своїй пісні «Дивний фрукт». Через емоційну та метафоричну розповідь пісня Голідей зображує бачення та сувору реальність темношкірих, яких лінчували через расизм. Голідей виконувала пісню майже щовечора, коли виходила на сцену, тим самим перетворивши її у популярну мелодію. Поступово ця пісня почала асоціюватися з протестами за громадянські права, її часто використовували відомі активісти, такі як Малколм Ікс.

## Композиторки та музикантки
Історично більшість відомих виконавиць джазу складали співачки, серед яких Елла Фіцджеральд (1917—1996), Біллі Голідей, Бебі Естер, Кармен Макрі (1920—1994), Дайна Вашингтон (1924—1963), Сара Вон (1924—1990), Бетті Картер (1929—1998), Аніта О'Дей (1919—2006), Еббі Лінкольн (1930—2010), Ненсі Вілсон (1937—2018), Діана Шуур (1953 р.н.), Даяна Кролл (1964 р. н.) та Гретхен Парлато (1976 р.н.). Однак у той час було й багато помітних виконавиць гри на музичних інструментах. Вони є композиторками і лідерками гуртів:
- Тошико Акіосі (фортепіано, композиторка та бенд-лідерка)
- Меліса Альдана (тенор-саксофон та бенд-лідерка)
- Дороті Ешбі (арфа, композиторка та бенд-лідерка)
- Лові Остін (фортепіано та бенд-лідерка)
- Солодка Емма Баррет (фортепіано)
- Джейн Іра Блум (сапрано-саксофон, композиторка та бенд-лідерка)
- Джейн Баннетт (саксофон, флейта, бенд-лідерка)
- Карла Блей (фортепіано, бенд-лідерка)
- Террі Лін Керінгтон (барабани)
- Реджана Картер (джазова скрипка)
- Анат Коен (кларнет, тенор і сопрано-саксофони та бенд-лідерка)
- Еліс Колтрейн (арфа, композиторка та бенд-лідерка)
- Еліана Еліас (фортепіано, вокалістка, композиторка, аранжувальниця)
- Мімі Фокс (гітара та бенд-лідерка)
- Шейла Гонсалес (саксофони, woodwinds)
- Мері Галворсон (гітара та бенд-лідерка)
- Margie Hyams (фортепіано та вібрафон)
- Ширлі Ріг (фортепіано)
- Канно Йоко (композиторка, аранжувальниця та бенд-лідерка)
- Джоель Хоурі (фортепіано та композиторка)
- Жанетта Кімбол (фортепіано)
- Мельба Лістон (тромбон, аранжувальниця, композиторка та бенд-лідерка)
- Мерилін Мазур (ударні, перкуссія)
- Маріан Макпартленд (фортепіано, композиторка та бенд-лідерка)
- Лінда О (бас, композиторка та бенд-лідерка)
- Мері Осборн (гітара та бенд-лідерка)
- Енн Паттерсон (саксофони, woodwinds)
- Біллі Пірс (фортепіано)
- Террі Поллард (фортепіано, вібрафон та бенд-лідерка)
- Vi Redd (альт-саксофон та бенд-лідерка)
- Емілі Ремлер (гітара та бенд-лідерка)
- Рене Росне (фортепіано, композиторка, аранжувальниця та бенд-лідерка)
- Патріс Рашен (фортепіано, композиторка, аранжувальниця та бенд-лідерка)
- Марія Шнайдер (композиторка, аранжувальниця та бенд-лідерка)
- Есперанса Спалдінг (басистка, вокалістка та композиторка)
- Хіромі Уехара (фортепіано, композиторка та бенд-лідерка)
- Мері Лу Вільямс (фортепіано)
- Кшисія Горняк [Архівовано 10 квітня 2020 у Wayback Machine.] (гітара, композиторка, аранжувальниця, бенд-лідерка)
- Саша Бутрос (композиторка, авторка пісень, вокалістка, продюсерка, фортепіано та бенд-лідерка)

Також існували цілком жіночі джазові колективи, такі як International Sweetharts of Rhythm.

## Перепони
За словами Джессіки Дюшен, авторки музики для лондонського The Independent, жінок-музиканток «занадто часто судять за їхні виступи, а не за талант», і вони стикаються з тиском «виглядати сексуально на сцені та на фотографіях». Дюшен пише, що, хоча «тут є музикантки, які відмовляються грати на свій вигляд, … ті, хто, так роблять, як правило, мають більший успіх». За словами редакторки BBC Radio 3 Великої Британії Едвіни Волстенкрофт, музична індустрія вже давно відкрита для виконавиць, проте жінки набагато рідше займають владні посади, наприклад, лідерок гурту. У той час, як у популярній музиці є багато співачок, що записують пісні, все ще надто мало жінок за аудіоконсоллю, які б виступали у ролі продюсерок, чи тих, хто керують процесом запису.
«Лише деякі з багатьох авторок пісень в Америці домоглися того, щоб наприкінці 19 — початку 20 століть їхню музику опублікували та почули». За словами Річарда А. Ребліна та Річарда Г. Бейла, «відсутність згадки про жінок-авторок пісень — це кричуща та бентежна прогалина у нашій музичній спадщині». Жінки «намагалися писати та випускати музику у чоловічому світі 20-го століття» Tin Pan Alley. До і навіть після 1900 року очікувалося, що «жінки будуть виконувати музику, але не робити музику». У 1880 році чиказький музичний критик Джордж П. Аптон написав «Жінки в музиці», де стверджував, що «жінкам не вистачає вродженої творчості для створення хорошої музики» через «біологічну схильність». Пізніше було схвалено, що жінки отримуватимуть роль у музичній освіті. Вони були включені в сферу «настільки, що жінки домінували в музичній освіті протягом другої половини ХІХ століття і до 20 століття». «Світська музика в Америці до 1825 року показує лише близько 70 доробків, сворених жінками». У середині 19 століття з'явилися знатні жінки-авторки, серед яких Фаустіна Гассе Годжес, Сьюзен Паркгерст, Огюста Браун та Маріон Дікс Салліван. До 1900 року було набагато більше авторок пісень, але «багато хто все ще змушені були використовувати псевдоніми чи ініціали», щоб приховати стать. 
Останнім часом жінки використовують джазову музику як рух опору та обізнаність інших щодо сексизму та мізогінії у джазовій індустрії. Група жінок «We Have a Voice Collective» має на меті привернути увагу та вдячність до жінок, пов'язаних із джазовою музикою минулого та сьогодення.